# Ракке (посёлок)
Ра́кке (эст. Rakke) — посёлок в волости Вяйке-Маарья уезда Ляэне-Вирумаа, Эстония.
До административной реформы местных самоуправлений Эстонии 2017 года входил в состав волости Ракке (упразднена) и был её административным центром.

## География и описание
Расположен в южной части уезда Ляэне-Вирумаа. Ближайшие города: Тапа — 45 км, Раквере — 45 км, Йыгева — 32 км, Пайде — 50 км. Расстояние до Таллина — 140 км, до Тарту — 80 км, до волостного центра — посёлка Вяйке-Маарья — 15 км. Площадь посёлка Ракке — 3 км². Высота над уровнем моря — 103 метра.
Климат умеренный. Официальный язык — эстонский. Почтовый индекс — 46301.

## Население
По данным переписи населения 2021 года, в Ракке проживали 884 человека, из них 852 (96,7 %) — эстонцы.
По данным переписи населения 2011 года, в посёлке насчитывалось 927 жителей, из них 901 (97,2 %) — эстонцы.
Численность населения посёлка Ракке:
| Год  | 1970 | 1979   | 1989   | 2000   | 2011  | 2013  | 2018  | 2019  | 2020  | 2021  |
| ---- | ---- | ------ | ------ | ------ | ----- | ----- | ----- | ----- | ----- | ----- |
| Чел. | 1238 | ↗ 1239 | ↗ 1391 | ↘ 1067 | ↘ 927 | ↘ 915 | ↘ 884 | ↘ 857 | ↘ 849 | ↗ 884 |

## История
Первое упоминание о Ракке, как о деревне, относится к 1564 году (Racke).
В 1867—1877 годах была построена железнодорожная линия Тапа—Тарту, и на границе 19-го и 20-го столетий рядом с ней возник посёлок. В 1910 году было завершено строительство Раккеского известкового завода (обжиг извести на этих землях начался ещё в 1891 году), что существенно повлияло на развитие поселения. В те годы этот завод был самым крупным в своей отрасли в Эстонии. С 2000 года завод носит название акционерное общество «Нордкалк» (Nordkalk AS), численность его работников по состоянию на 31 декабря 2024 года составляла 53 человека.
На территории посёлка находится часть памятника археологии — древнего городища Раккемяги (внесён в Государственный регистр памятников культуры Эстонии в 1997 году).

## Инфраструктура
В посёлке есть детский сад (в 2019 году его посещали 72 ребёнка), школа (121 ученик в 2019/2020 учебном году), культурный центр, библиотека, молодёжный центр, краеведческий музей, два кафе, два магазина, центр семейного врача, аптека и почтовая контора; работает стоматолог. Имеется пункт обслуживания волостного управления. На возвышенности Ракке находится театрально-песенная сцена, обзорная площадка и спортивно-оздоровительные сооружения. С 1999 года в посёлке работает спортивный клуб (велосипедный и лыжный спорт, волейбол), который с 2001 года регулярно проводит веломарафон Rakke Rattamaraton. Есть два стадиона, в 2011 году был построен современный школьный спортзал. Работают 3 котельные. Действуют Образовательное общество волости Ракке и баптистский приход.
Культурный центр Ракке был создан в 1997 году на базе открытого в 1989 году профсоюзного клуба совхоза имени Рудольфа Пяльсона и начавшего свою деятельность в 1992 году Раккеского общества песни и игр (Rakke Laulu ja Mängu Selts).
Поселковая библиотека была основана в 1912 году Раккеским обществом народного образования. В настоящее время она работает в здании с более чем столетней историей — это бывшая почтовая станция. Капитально отремонтировано и полностью приспособлено для функционирования библиотеки в 1996 году.
В 2013 году в посёлке насчитывалось 32 многоквартирных дома с 408 квартирами и 239 индивидуальных жилых домов. Центральное отопление было в 260 квартирах. Центральное водоснабжение имело ¾ посёлка, центральную канализацию — ⅔.
Через посёлок проходит шоссе Капу—Ракке—Паасвере.

## Предпринимательство
Крупнейшим работодателем в посёлке является известковый завод Nordkalk AS (среднегодовая численность работников — 60 чел.). По 20 работников — на предприятиях Andcar OÜ (транспортные услуги) и Isotalo OÜ (сельское хозяйство), 8 работников — на предприятии Kiiker OÜ (пассажирские автоперевозки). Есть ещё несколько маленьких транспортных и торговых фирм, предприятие по ремонту автомобилей и др..

## Известные личности
- Эстонский писатель, драматург и политик Хуго Раудсепп. В 1901—1906 годах проживал в Ракке на улице Фельмана. Памятный камень Раудсепу открыт 7 августа 1983 года[7][17].
- Один из первых стратонавтов СССР Эрнст Бирнбаум. Родился в Ракке. Памятный камень открыт 10 июня 1972 года[7].
- Эстонский писатель и драматург Оскар Лутс. В 1902 году сапожник Хиндрик Лутс купил хутор Мику (нынешний адрес: посёлок Ракке, улица Мяэ 1). Там Оскар Лутс написал первые главы своей знаменитой повести «Весна». Посвящённый этому событию памятный камень был отрыт 10 июня 1972 года[7][18].
- Детский писатель, критик и переводчица Марта Силлаотс[эст.]. Родилась в Ракке 12 мая 1887 года. Памятная доска на стене библиотеки с текстом на эстонском и русском языках была открыта 12 мая 1987 года, после 1991 года заменена на доску с текстом только на эстонском языке[7][19].
- Доктор биологии, профессор зоологии, один из основателей эстонской гидробиологии Генрих Рийкоя[эст.]. Родной брат Марты Силлаотс. Родился в Ракке 8 марта 1891 года.
- Оперный певец и актёр, народный артист Эстонской ССР Калью Караск. Родился в Ракке 28 марта 1931 года, окончил Раккескую школу[20].

## Галерея

Посёлок Ракке
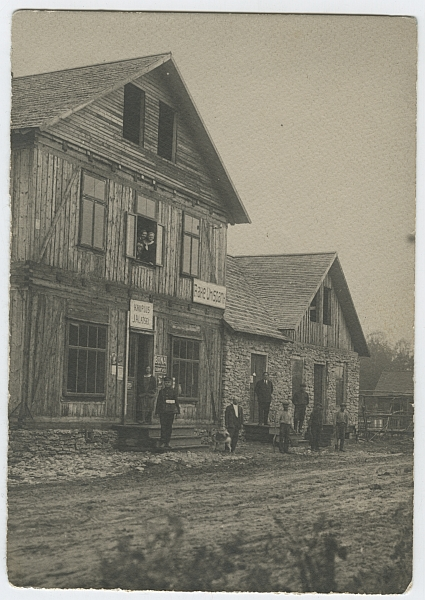
Здание банка и магазина, 1920—1930 годы
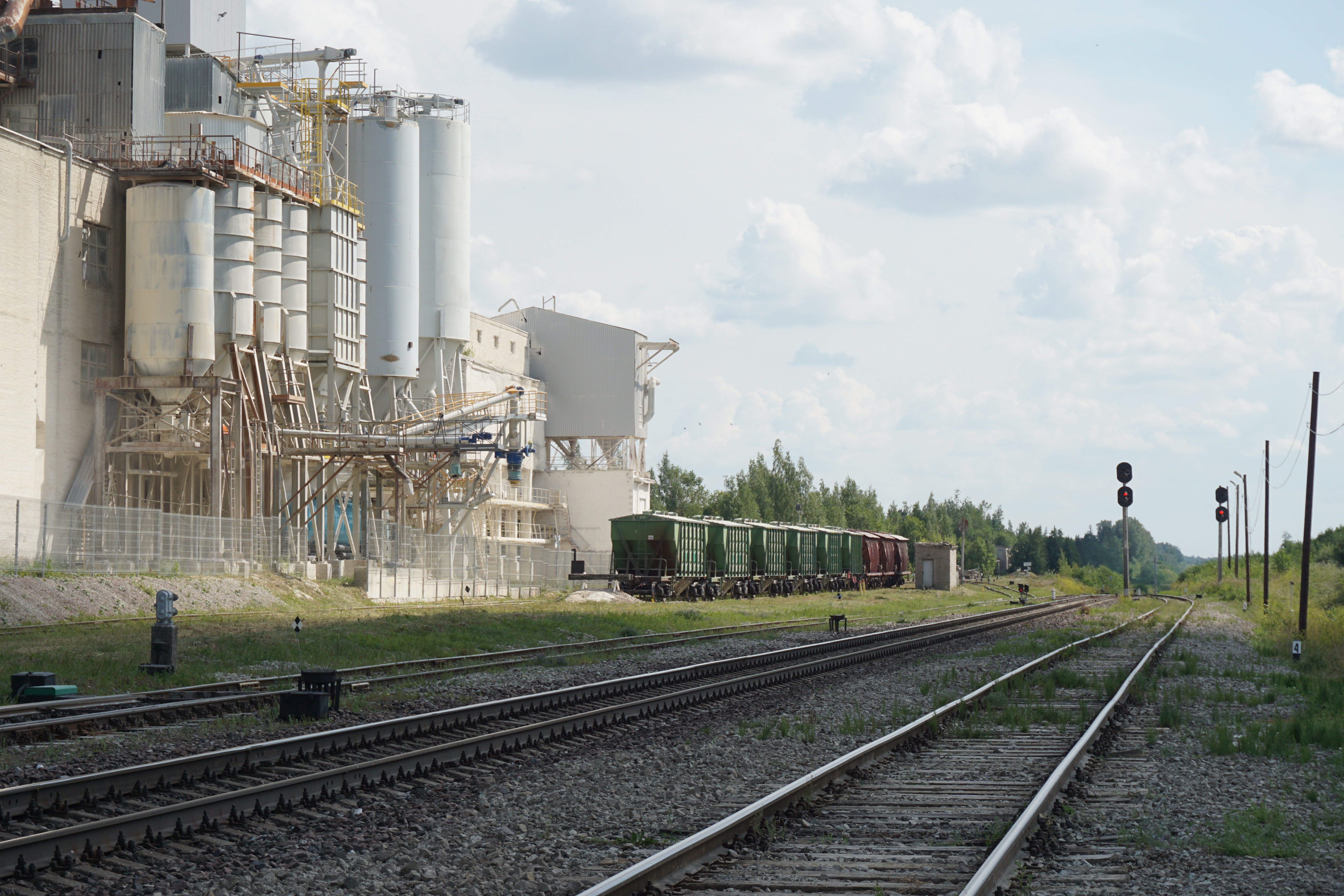
Новый известковый завод
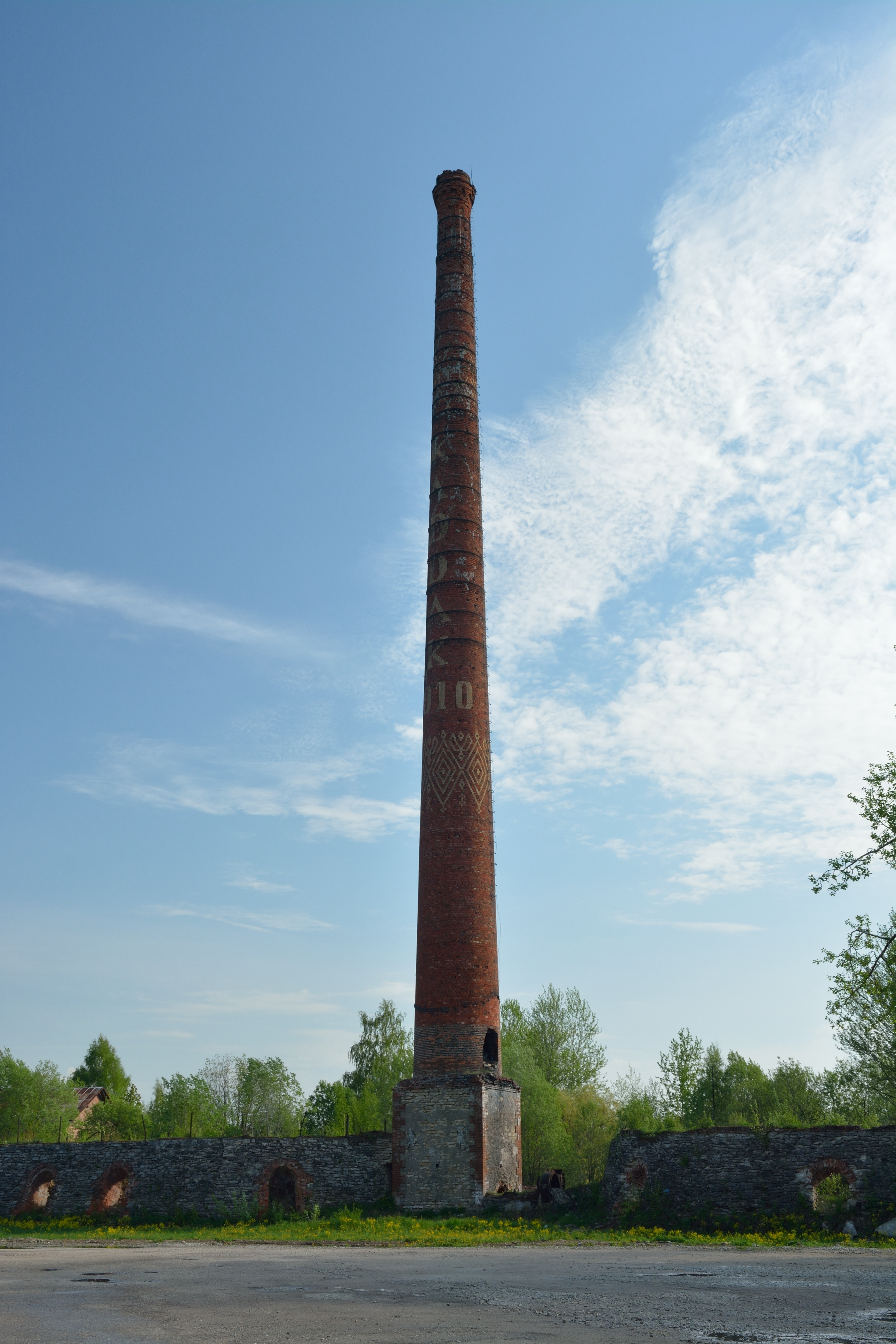
Труба старого известкового завода
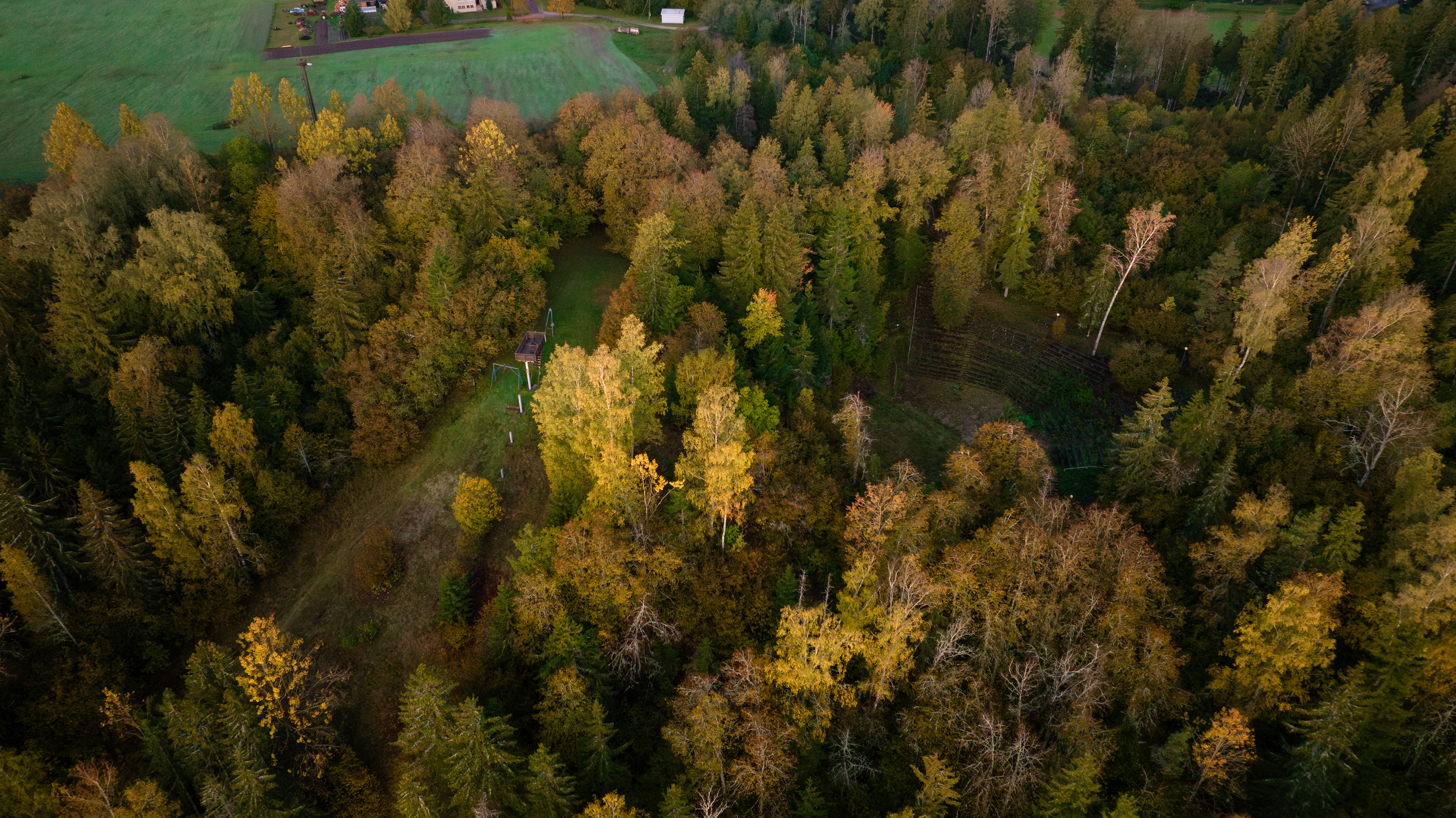
Городище Ракке (Раккемяги)